# Urimare
La parroquia Urimare, o simplemente Urimare y anteriormente conocida como parroquia Raúl Leoni, es una de las 11 parroquias que conforman el municipio Vargas y el estado La Guaira al centro norte del país sudamericano de Venezuela.

## Historia
Esta parte de municipio, fue una de las parroquias que fue más golpeada por la Tragedia de Vargas (1999). Fue creada con una porción del territorio de la parroquia Catia la Mar. 
La parroquia fue llamada originalmente Raúl Leoni en honor al presidente venezolano. Sin embargo, en 2008, el gobierno local decidió cambiar su nombre por el de Urimare, en honor a una cacique indígena de la región.

## Geografía
La parroquia Urimare posee una superficie estimada en 2600 hectáreas o 26 kilómetros cuadrados, limita al norte con el Mar Caribe o Mar de las Antillas, al oeste con la parroquia Catia La Mar, al este con la parroquia Carlos Soublette y al sur con la parroquia Sucre (Catia) del Municipio Libertador del Distrito Capital. Su población es de 48.703 habitantes según cifras del censo de 2011 que se incrementó hasta los 57.910 según estimaciones de 2018. En su juridisccion se encuentran el Barrio Aeropuerto, Puerto Viejo, Playa Grande (este), Playa Verde, Mare; entre otros.
A pesar de lo que puede indicar su nombre oficial en esta parroquia se asienta el Aeropuerto Internacional de Maiquetía Simón Bolívar que originalmente pertenecía al sector de Maiquetía. Justo detrás del mismo se ubican los sectores de Playa Grande (este), Playa Verde, Mare y Candilejas, así como la famosa Playa Q-Lito.[cita requerida]